# Blauvac
Blauvac est une commune française située dans le département de Vaucluse, en région Provence-Alpes-Côte d'Azur.

## Géographie
| Mormoiron Mazan    | Villes-sur-Auzon |         |
| Malemort-du-Comtat | Blauvac          | Monieux |
|                    | Méthamis         |         |

### Accès
La commune est située à 13 kilomètres à l'est de Carpentras. On y accède par la D 4 et la D 5 ou bien par la D 942 en passant par Mazan en bifurquant ensuite par la D 150.
Mazan 7 km, Carpentras 13 km, Avignon 40 km.

### Relief
Le village est perché au sommet d'une colline avec une vue sur la plaine et les monts de Vaucluse, ainsi que le mont Ventoux au nord.

### Géologie
Le territoire de la commune repose sur un substrat très diversifié où l'on passe d'un faciès de type urgonien à un complexe chimique carbonaté, dit de Blauvac, avec dolomies blanches, marnes vertes et brunes.

### Sismicité
Les cantons de Bonnieux, Apt, Cadenet, Cavaillon, et Pertuis sont classés en zone Ib (risque faible). Tous les autres cantons du département de Vaucluse sont classés en zone Ia (risque très faible). Ce zonage correspond à une sismicité ne se traduisant qu'exceptionnellement par la destruction de bâtiments.

### Hydrographie
Le territoire de Blauvac constitue un apport important au bassin versant de l'Auzon, bien que cette rivière ne soit pas située sur son territoire puisqu'elle sort au quartier des Brebonnets à Villes-sur-Auzon, à la limite de la commune de Flassan.

### Climat
Pour des articles plus généraux, voir Climat de Provence-Alpes-Côte d'Azur et Climat de Vaucluse.
En 2010, le climat de la commune est de type climat méditerranéen franc, selon une étude du Centre national de la recherche scientifique s'appuyant sur une série de données couvrant la période 1971-2000. En 2020, Météo-France publie une typologie des climats de la France métropolitaine dans laquelle la commune est dans une zone de transition entre le climat de montagne et le climat méditerranéen et est dans la région climatique  Provence, Languedoc-Roussillon, caractérisée par une pluviométrie faible en été, un très bon ensoleillement (2 600 h/an), un été chaud (21,5 °C), un air très sec en été, sec en toutes saisons, des vents forts (fréquence de 40 à 50 % de vents > 5 m/s) et peu de brouillards. 
Pour la période 1971-2000, la température annuelle moyenne est de 12,9 °C, avec une amplitude thermique annuelle de 17 °C. Le cumul annuel moyen de précipitations est de 747 mm, avec 6 jours de précipitations en janvier et 3 jours en juillet. Pour la période 1991-2020, la température moyenne annuelle observée sur la station météorologique de Météo-France la plus proche, « Murs », sur la commune de Murs à 9 km à vol d'oiseau, est de 13,3 °C et le cumul annuel moyen de précipitations est de 757,8 mm. 
La température maximale relevée sur cette station est de 42,4 °C, atteinte le 28 juin 2019 ; la température minimale est de −13,2 °C, atteinte le 12 février 2012,,. 
Les paramètres climatiques de la commune ont été estimés pour le milieu du siècle (2041-2070) selon différents scénarios d'émission de gaz à effet de serre à partir des nouvelles projections climatiques de référence DRIAS-2020. Ils sont consultables sur un site dédié publié par Météo-France en novembre 2022.

## Urbanisme

### Typologie
Au 1er janvier 2024, Blauvac est catégorisée commune rurale à habitat dispersé, selon la nouvelle grille communale de densité à sept niveaux définie par l'Insee en 2022.
Elle est située hors unité urbaine. Par ailleurs la commune fait partie de l'aire d'attraction de Carpentras, dont elle est une commune de la couronne,. Cette aire, qui regroupe 21 communes, est catégorisée dans les aires de 50 000 à moins de 200 000 habitants,.

### Occupation des sols
L'occupation des sols de la commune, telle qu'elle ressort de la base de données européenne d’occupation biophysique des sols Corine Land Cover (CLC), est marquée par l'importance des forêts et milieux semi-naturels (64,2 % en 2018), une proportion identique à celle de 1990 (64,2 %). La répartition détaillée en 2018 est la suivante : 
forêts (51 %), cultures permanentes (22,8 %), milieux à végétation arbustive et/ou herbacée (13,2 %), zones agricoles hétérogènes (12,1 %), terres arables (0,9 %). L'évolution de l’occupation des sols de la commune et de ses infrastructures peut être observée sur les différentes représentations cartographiques du territoire : la carte de Cassini (XVIIIe siècle), la carte d'état-major (1820-1866) et les cartes ou photos aériennes de l'IGN pour la période actuelle (1950 à aujourd'hui).

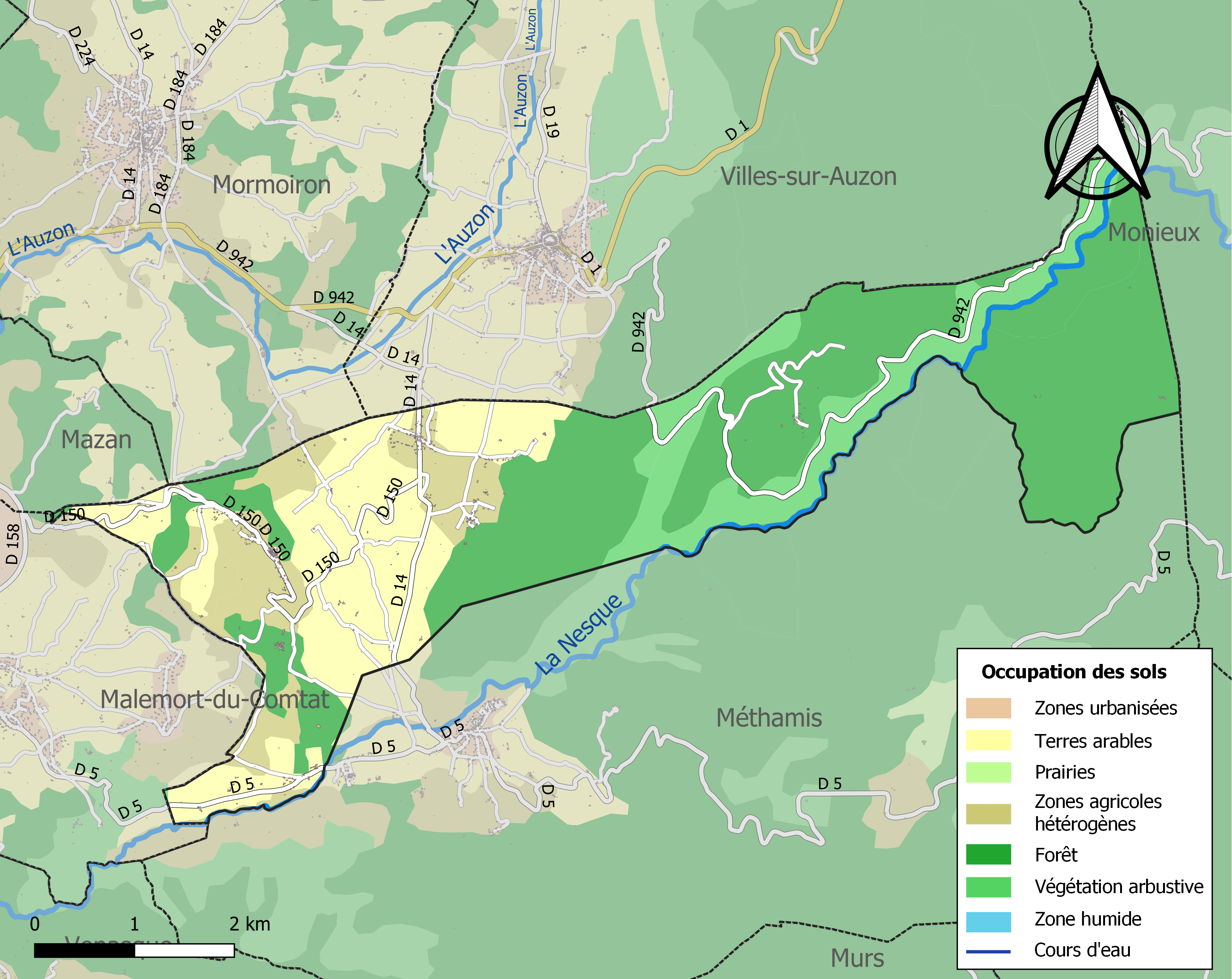
Carte des infrastructures et de l'occupation des sols de la commune en 2018 (CLC).

## Toponymie
La forme la plus ancienne est de Blanzaco, attestée en 1143, dans le cartulaire de l’évêché de Carpentras. Elle dérive ensuite en Blauzacum (1239) et Blauvacum (1272). Ces mentions médiévales suggèrent un nom d'homme gallo-romain, Blavius, forme latinisée du gaulois blavos « pâle, terne ».

## Histoire

### Préhistoire et Antiquité
De nombreuses études publiées indiquent entre autres, un habitat rupestre au lieudit les Abris Perret et, au néolithique un habitat au hameau de Saint-Estève, quartier des Aubes. La période gauloise est attestée par des découvertes au quartier de la Jacomine et la période romaine est représentée par les découvertes aux lieudits : le Vas, Sainte-Ursume, la jacobine, les Aubes. On notera aussi que les archéologues ont repéré un ancien oppidum celto-ligure sur le site de Notre-Dame-des-Anges qui, bien que se trouvant sur la commune de Mormoiron présente une grande proximité par rapport à Blauvac. (E) Robert Bailly situe ici la mythique Aeria' citée par le géographe Strabon. C'est l'un des 261 emplacements proposés pour cette cité dans le Nord Vaucluse ou le Sud Drôme.

### Moyen Âge
Aux XIIe et XIIIe siècles, l’église paroissiale et le prieuré Saint-Estève appartenaient à l’abbaye Saint-André de Villeneuve-lès-Avignon. La paroisse de Blauvac fut constituée, en 1273, par le partage de la montagne de Méthamis.
En l'an 1096, par acte pontifical d'Urbain II, il est reconnu dans les dépendances des bénédictins de Saint-André d'Andaon : « dans le diocèse de Carpentras, l'église de Saint-Étienne de Alairacco, celles de Blauvac, de Nomethamis […] ». Cette information est confirmée en 1119 (ecclésia de Alairacco et Églises de la Bien heureuse Marie et de Saint-Siffrein). La zone de Saint-Étienne -Saint-Estève à l'époque- faisait partie du domaine de Alairac, domaine compris entre les communes de Ville et de Blauvac. La séparation aura lieu le 26 juin 1278 et les limites définitives entre ces deux communes en 1415.

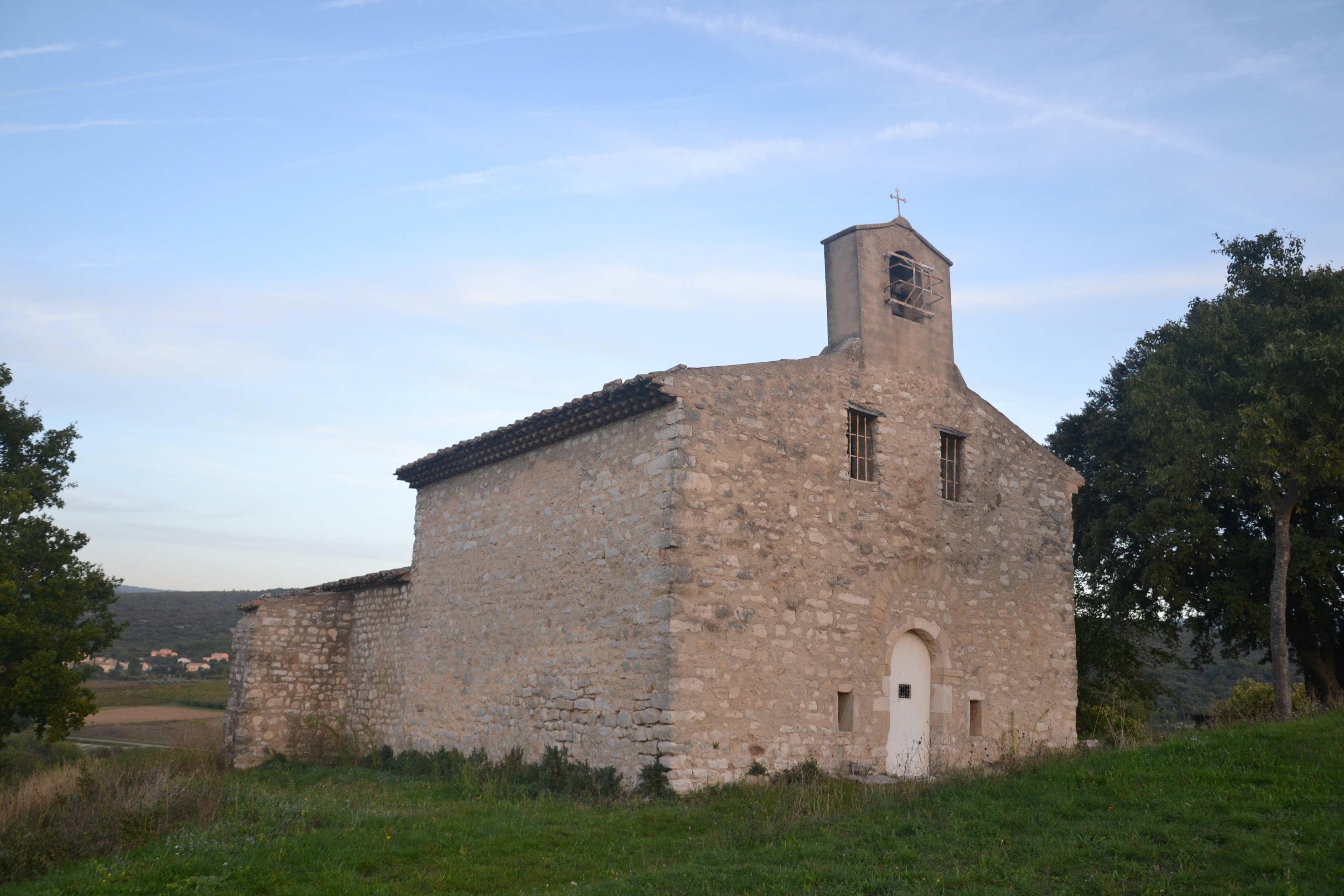
Notre-Dame-des-Neiges.

La limite entre les communes de Blauvac et de Mormoiron se fera en 1440.
L'Église de la Bienheureuse-Marie - où des études archéologiques montrent des inhumations entre l'an 800 et l'an 1000 - deviendra plus tard Notre-Dame-de-Blaise, puis Notre-Dame-des-Neiges. L'église du village Saint-Siffrein deviendra le 23 mars 1616, l'église Saint-Sébastien.
Aux environs de 1120-1130, construction d'un château fort cité dès 1143. La configuration de ce château est représentée sur la fresque peinte par E. Danti en 1580 dans la Galleria delle Carte geographiche au Vatican. Un des premiers seigneurs connu est Isnardi de Murmurione (en 1251), puis à partir de 1303, c'est l'évêque de Carpentras qui a le titre de seigneur du lieu. Cette attribution sera confirmée dans la bulle de Dismenbration du 12 avril 1320.
Les droits seigneuriaux de l'évêque de Carpentras seront précisés en 1489 par l'évêque Pierre de Valetariis. (E)

### Renaissance
À partir de l'an 1517, c'est la famille des Sadolet, Jacques, puis Jean, puis Jean-François, puis de nouveau Jacques et enfin pour une courte période Paul Emile qui porteront ce titre. Paul Emile cédera « son château, tènement et seigneurie » à Jacques de Guiramand, seigneur d'Entrechaux.
C'est lui qui fit entreprendre les premières réparations connues du château en 1616. Il vendit l'ensemble de ses biens le 27 juillet 1646, par devant le notaire APPAIS d'Avignon à Jean-Baptiste Tonduti.
Jean Baptiste de Tonduti fit entreprendre en juillet 1675 de grands travaux pour transformer le château, en château habitable en s'offrant, selon ses dires, quelques fantaisies. La gravure de David d'après les relevés du R.P. Bonfa en 1696, donne une idée de son aspect. Ces travaux sont la base de l'aspect moderne du château, après les travaux entre 1738 et 1743. C'est à ce moment que « les fantaisies » (notamment créneaux sur les murs d'enceinte) vont disparaître. Les derniers travaux à l'extérieur (parc) seront réalisés en 1774 et 1775.
Jean Baptiste de Tonduty a été un vibrant défenseur de l'Université d'Avignon et a obtenu gain de cause auprès du roi Louis XIV. La dynastie des Tonduty seigneurs de Blauvac perdurera jusqu'à la Révolution.
Il est à noter que ce n'est qu'en juin 1716 que les limites entre Blauvac et Malemort sont établies d'un commun accord. L'interpénétration entre ces deux communes jusqu'à cette date explique un grand nombre de confusions entre des faits survenus entre les deux communes. (E)

### Époque moderne
Le 12 août 1793 fut créé le département de Vaucluse, constitué des districts d'Avignon et de Carpentras, mais aussi de ceux d'Apt et d'Orange, qui appartenaient aux Bouches-du-Rhône, ainsi que du canton de Sault, qui appartenait aux Basses-Alpes.
Le 1er août 1790, élection du premier maire, puis le 30 janvier 1791, adhésion à la France. Enfin, c'est le 21 juillet 1793 qu'est déclarée l'adhésion à la République française. De 1792 à 1793, Blauvac fait partie du canton de Malemort, district de l'Ouvèze, département de la Drôme. En 1793, intégration au département de Vaucluse et enfin, en 1801, rattachement au canton de Mormoiron.
Le 23 octobre 1843, une ordonnance royale fixe définitivement les limites des communes Blauvac et Méthamis en conflit depuis l'an 1278.
En 1848, construction de l'horloge sur l'église. En 1854, construction de la mairie actuelle située jusqu'à cette date au cœur du village, dans la maison commune comportant mairie-école communale et four communal.
Entre 1840 et 1851, transformation de la grange de Bagnol en château. En 1859, achat du terrain pour le nouveau cimetière. En 1877, construction de l'école de Saint-Estève en plus de celle du village (la population était 600 habitants). En 1884, création par Jean Sixte Cornillon des cinq vitraux qui ornent l'église.
En 1920, vote pour l'érection d'un monument aux morts. En 1926, installation de la première cabine téléphonique au village. En 1928, début d'électrification de la commune. En 1931-1932, nouvelle route pour relier Blauvac à Carpentras.
En 1948, adhésion de la commune à l'appellation côtes-du-ventoux. Le 27 juin 1959, installation d'une deuxième cabine téléphonique à Saint-Estève. En 1967, aménagement d'un terrain de camping.
En 1991, installation de l'abbaye cistercienne Notre-Dame-de-Bon-Secours dans l'emplacement du château de Bagnol.
En 1993, réalisation du tout-à-l'égout. (E)

### Époque contemporaine
La combe de Vautorte abrite un des plus beaux ensembles troglodytiques du département de Vaucluse. C'est l'ancien hameau de Bouquet qui fut doté d'une école communale qui ferma lors de la Première Guerre mondiale. Les maisons, qui s'étagent sur trois niveaux, sont reliées entre elles par un chemin en lacets caladé. L'étage supérieur comprend, outre la maison de maître, datée de 1731 et aujourd'hui en ruines, une aire à battre et un grand aiguier qui pouvait alimenter deux citernes.
Au niveau intermédiaire se trouvent les bergeries. Placées sous un abri sous roche de 40 mètres de long environ, elles sont closes par un muret de pierre sèche.
L'étage inférieur a servi d'habitat troglodyte. Utilisant un profond abri sous roche, une vaste demeure, actuellement restaurée, donnait sur une terrasse ; elle abritait l'école publique et comportait un four à pain.
La commune, qui compte aujourd’hui quelque 530 habitants, en comptabilisait 337 dans la seconde moitié du XXe siècle, contre 650 au milieu du XIXe siècle, puis 507 en 1880.
En 1900, pour la première fois apparaît l’appellation Côtes-du-Ventoux. Ce baptême a lieu pour un repas de noce. Sur le menu est calligraphié vins des Côtes du Ventoux et des Crans. Ces vins sont tous millésimés et datés de 1870, 1890 et 1895, soit des vins vieux de 5 à 30 ans. C'est à partir de 1939 que les vignerons du secteur constituent un syndicat des vins du Ventoux. Grâce à leur action, leurs vins sont classés en vin délimité de qualité supérieure (VDQS) dès 1953 puis accèdent enfin à l’AOC le 27 juillet 1973.

## Politique et administration

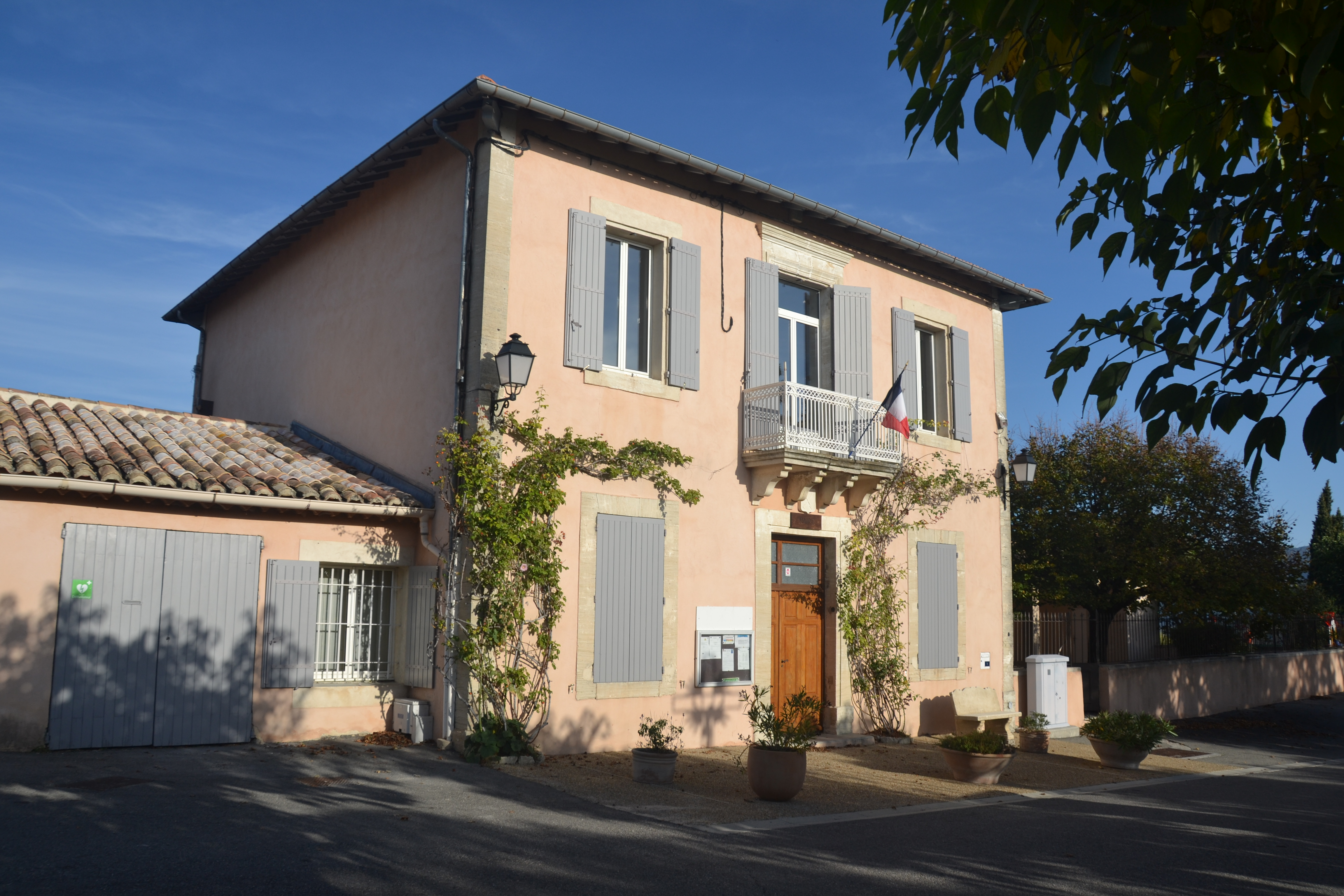
Mairie de Blauvac.

| Période   | Période   | Identité    | Étiquette | Qualité |
| --------- | --------- | ----------- | --------- | --- |
| mars 1989 | mars 1995 | Robert Jean | PS        | |
| mars 1995 | En cours  | Max Raspail | PS        | Retraité agricole Président de la Communauté de Communes Conseiller général (canton de Mormoiron) puis départemental (canton de Pernes-les-Fontaines) depuis 2004 |

## Démographie
L'évolution du nombre d'habitants est connue à travers les recensements de la population effectués dans la commune depuis 1793. Pour les communes de moins de 10 000 habitants, une enquête de recensement portant sur toute la population est réalisée tous les cinq ans, les populations de référence des années intermédiaires étant quant à elles estimées par interpolation ou extrapolation. Pour la commune, le premier recensement exhaustif entrant dans le cadre du nouveau dispositif a été réalisé en 2008.

En 2022, la commune comptait 555 habitants, en évolution de +6,73 % par rapport à 2016 (Vaucluse : +1,73 %, France hors Mayotte : +2,11 %).
| 1793 | 1800 | 1806 | 1821 | 1831 | 1836 | 1841 | 1846 | 1851 |
| ---- | ---- | ---- | ---- | ---- | ---- | ---- | ---- | ---- |
| 97   | 285  | 354  | 300  | 377  | 427  | 486  | 601  | 650  |

| 1856 | 1861 | 1866 | 1872 | 1876 | 1881 | 1886 | 1891 | 1896 |
| ---- | ---- | ---- | ---- | ---- | ---- | ---- | ---- | ---- |
| 621  | 600  | 564  | 494  | 507  | 465  | 411  | 373  | 338  |

| 1901 | 1906 | 1911 | 1921 | 1926 | 1931 | 1936 | 1946 | 1954 |
| ---- | ---- | ---- | ---- | ---- | ---- | ---- | ---- | ---- |
| 319  | 350  | 351  | 239  | 219  | 222  | 245  | 235  | 210  |

| 1962 | 1968 | 1975 | 1982 | 1990 | 1999 | 2006 | 2008 | 2013 |
| ---- | ---- | ---- | ---- | ---- | ---- | ---- | ---- | ---- |
| 198  | 198  | 215  | 228  | 274  | 337  | 414  | 436  | 491  |

| 2018 | 2022 | - | - | - | - | - | - | - |
| ---- | ---- | - | - | - | - | - | - | - |
| 501  | 555  | - | - | - | - | - | - | - |

## Économie

### Agriculture
Au XIXe siècle, les productions agricoles de la commune étaient le blé, le vin, l'huile d'olive et le safran. De nos jours, elle produit toujours des céréales, de cerises des coteaux de Vaucluse, des vins AOC ventoux et des truffes.

### Tourisme
Le tourisme est l'un des points forts de l'économie locale. La situation élevée du village en fait un des lieux privilégiés de séjour estival grâce à un climat plus tempéré que dans la plaine du Comtat. Sont à noter : gîtes ruraux et chambres d'hôtes, etc. Le camping municipal a été nommé « Camping Aeria ».

## Vie locale

### Enseignement
Une école communale existe dans le village. Les collèges, lycées (classique ou d'enseignement professionnel) se trouvent sur Mazan et Carpentras.

### Sports
La proximité du mont Ventoux est propice aux randonnées pédestres, cyclotouristiques et à VTT. Le village possède un boulodrome.

### Santé
Les médecins généralistes les plus proches se trouvent sur Villes-sur-Auzon ou Mazan. Les spécialistes, hôpitaux et cliniques se trouvent sur Vaison-la-Romaine, Carpentras, Avignon et Orange.

### Environnement
Cette commune fait partie de la réserve de biosphère du Mont Ventoux, label attribué par l'UNESCO à 34 communes du massif depuis 1990. Plus récemment, elle est également concernée par le projet de parc naturel régional du Mont-Ventoux.
La collecte et traitement des déchets des ménages et déchets assimilés et protection et mise en valeur de l'environnement se fait dans le cadre de la communauté de communes Ventoux Sud.

## Héraldique
| Blauvac | Les armes peuvent se blasonner ainsi : De sinople aux deux flèches d'or passées en sautoir, les pointes vers le chef. |

## Lieux et monuments
L'église paroissiale est placée sous le vocable de Saint-Sébastien. Deux chapelles rurales se trouvent sur le territoire de la commune : Notre-Dame-des-Neiges et Saint-Estève.
Le patronage de saint Sébastien pour l'église paroissiale date du XVIIe siècle. Avant, elle était connue sous le titre de Saint-Siffrein, patron de Carpentras. Elle est datée du début du XIIe siècle et sa nef, très étroite, comporte trois travées voûtées en arc brisé. Elle possède deux chapelles latérales et son abside est pentagonale à l'intérieur.
Notre-Dame-des-Neiges, qui porta le nom de Notre-Dame-de-Blaise, est située sur l'emplacement d'un ancien oppidum celto-ligure, occupé tardivement comme en témoignent les vestiges d'une église paléo-chrétienne qui comprenait un sancturium. Ce lieu d'inhumation a été identifié grâce à de nombreux ossements. Certains murs ont une épaisseur de deux mètres. Des fouilles pour garnir des salons d'antiquités ont été faites sur ce site au cours du XVIIIe siècle. Elles ont révélé des débris de poteries, des lampes, et des tombes à incinérations.
Saint-Estève était la chapelle desservant le hameau éponyme. Elle dépendait au XIIIe siècle des bénédictins de l'abbaye Saint-André de Villeneuve-lès-Avignon. Puis, sous le pontificat de Pie IV, elle passa dans la mense du collège des jésuites d'Avignon.
Sur le territoire de la commune est installée l'abbaye de Notre-Dame-de-Bon-Secours, réservée aux moniales.

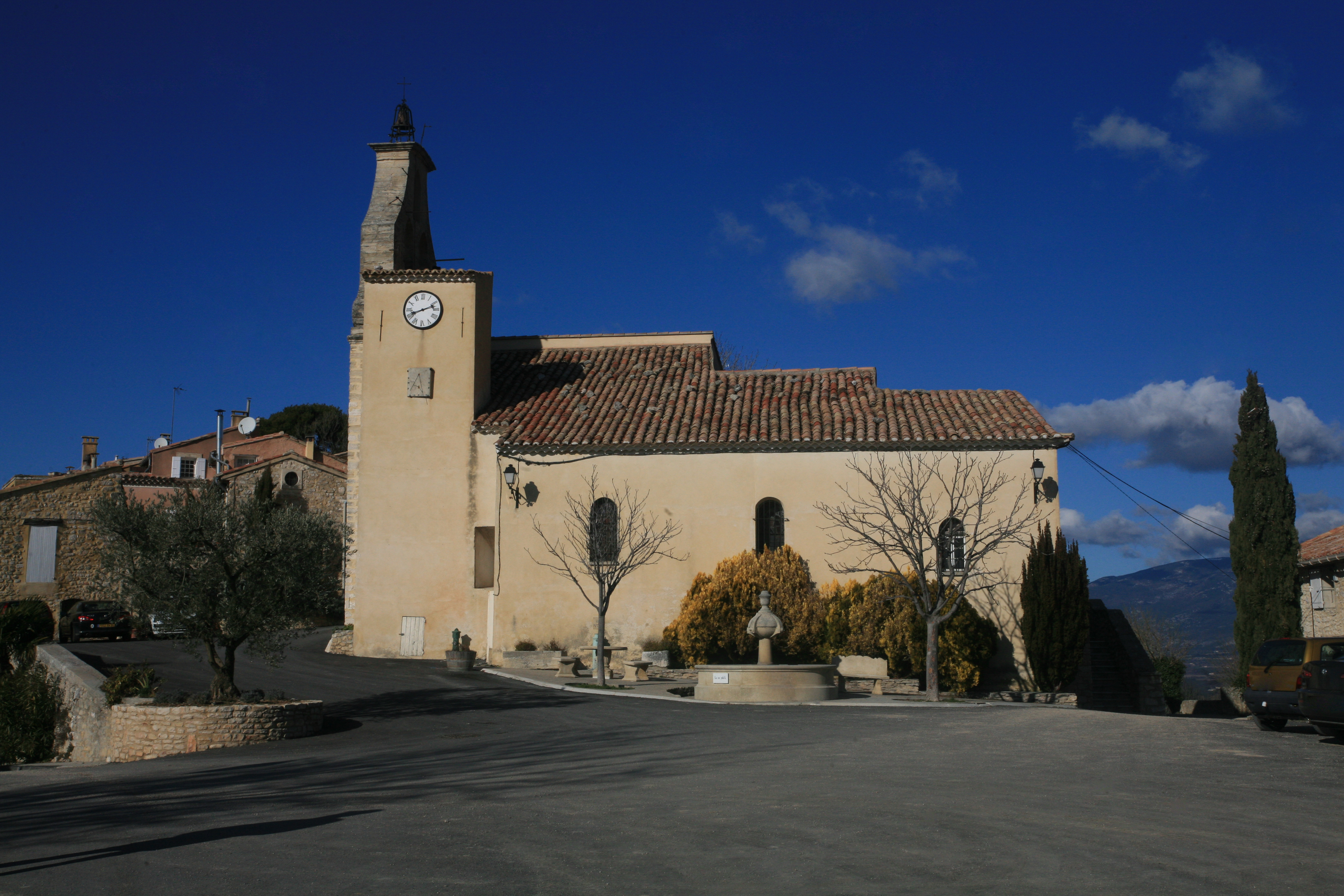
Église Saint-Sébastien de Blauvac.
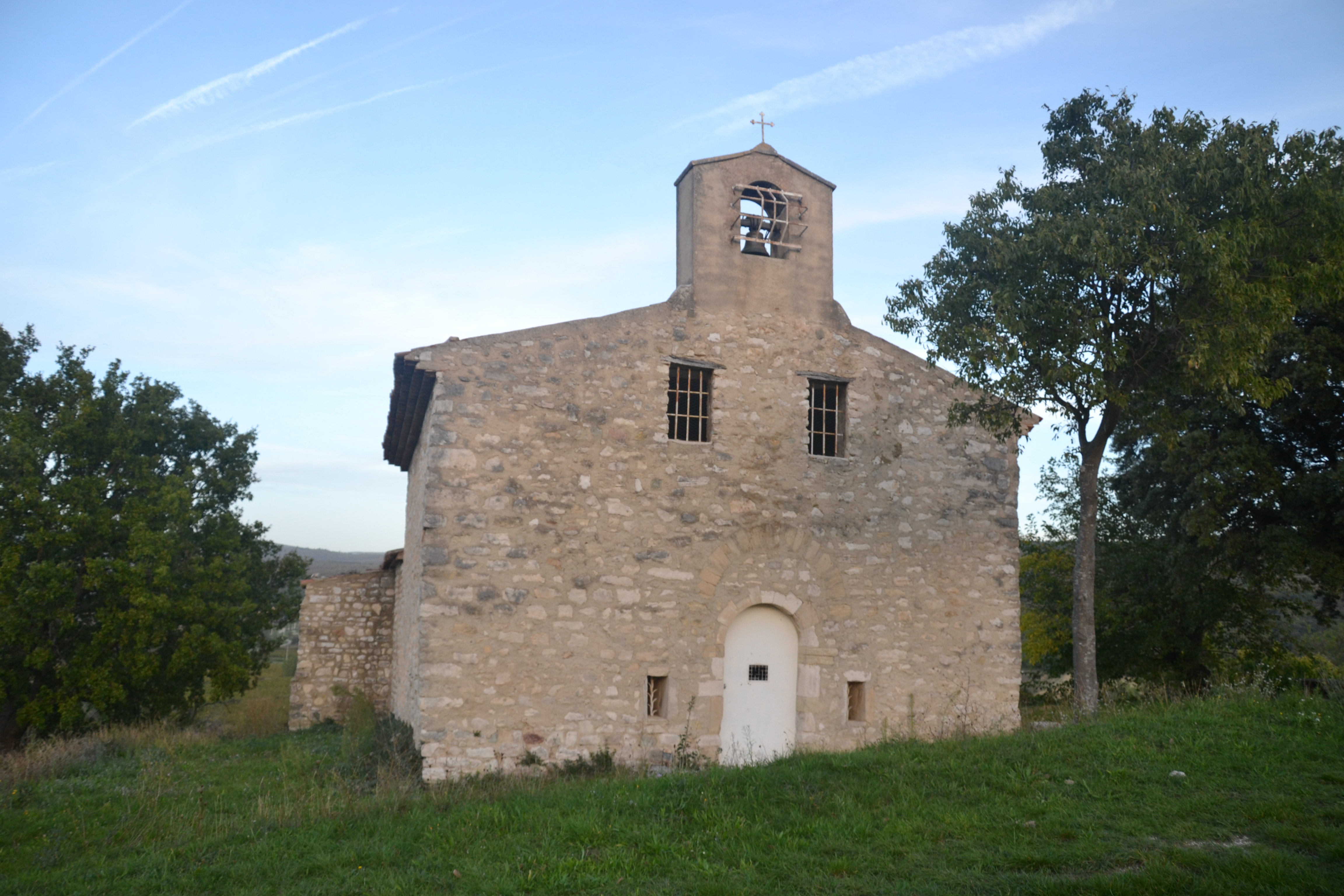
Notre-Dame-des-Neiges de Blauvac.
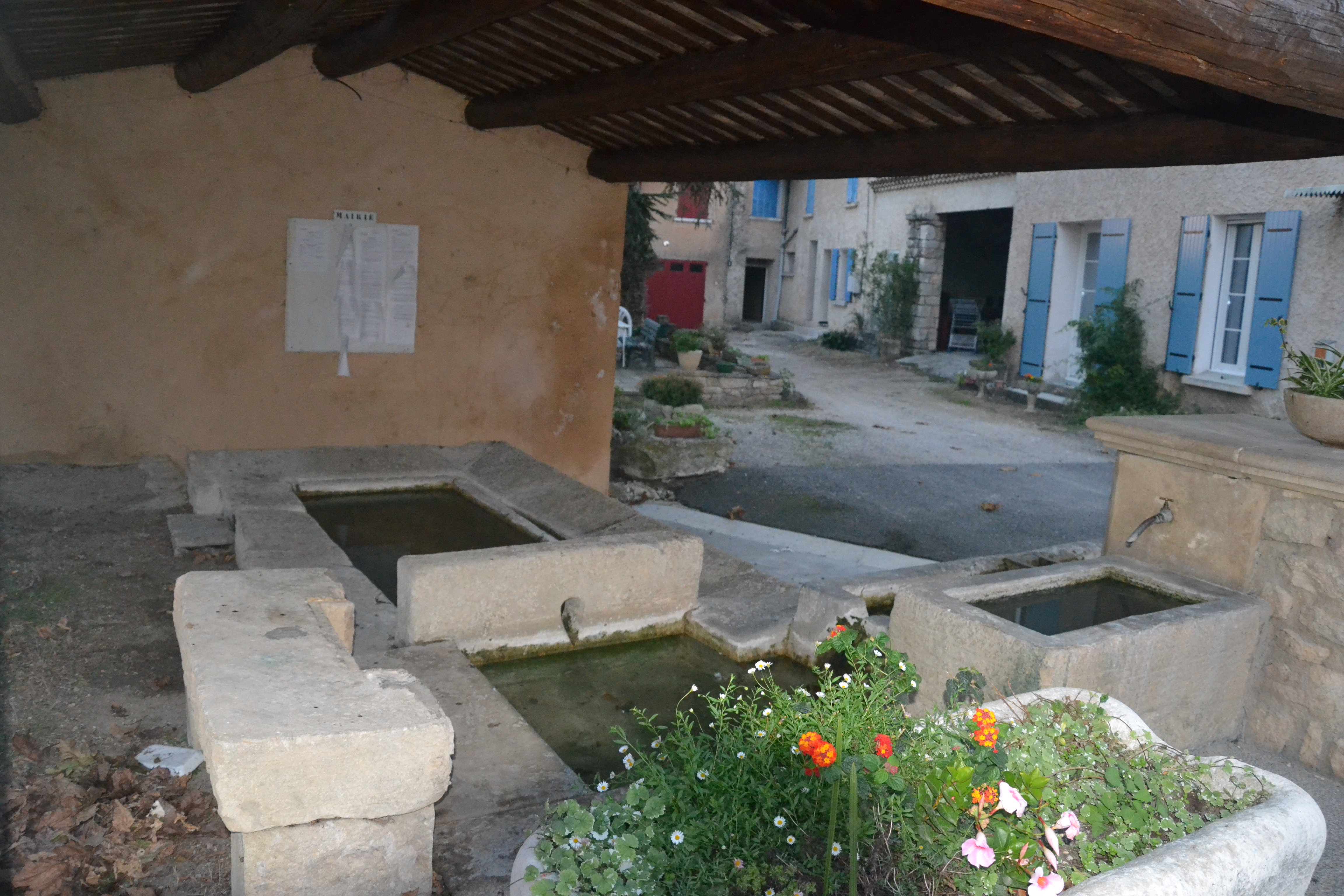
Lavoir hameau de Saint Estève.

## Personnalités liées à la commune
- Laure de Sadolet fut dame de Blauvac au XVIe siècle. Elle était la nièce de Paul Sadolet, qui fut évêque de Carpentras, de 1541 à 1569, et recteur du Comtat Venaissin de 1541 à 1547. Elle épousa le 4 février 1582 Jean de Guiramand, seigneur d'Entrechaux.
- Georges Hugon, compositeur français, né à Paris le 23 juillet 1904 et décédé à Blauvac le 19 juin 1980.